# Комушина (Пожега)
Комушина је насељено место у саставу града Пожеге, у Славонији, Република Хрватска.

## Становништво
Насеље је према попису становништва из 2011. године имало 82 становника.
| Националност       | 1991.       |
| Срби               | 79 (85,86%) |
| Хрвати             | 8 (8,69%)   |
| Југословени        | 1 (1,08%)   |
| остали и непознато | 4 (4,34%)   |
| Укупно             | 92          |